# Julia Cohen
Julia Cohen (* 23. März 1989 in Philadelphia) ist eine ehemalige US-amerikanische Tennisspielerin.

## Karriere
Cohen begann mit sechs Jahren mit dem Tennissport und bevorzugte Hartplätze. Sie spielte überwiegend ITF-Turniere, bei denen sie im Einzel und im Doppel jeweils fünf Titel gewann.
Cohen bestritt 19-mal vergeblich die Qualifikation zu einem Grand-Slam-Turnier. 2012 erhielt sie eine Wildcard für das Hauptfeld der US Open, schied aber bereits in der ersten Runde aus. Ihren größten Erfolg auf der WTA Tour erzielte sie im Juli 2012 beim Baku Cup mit dem Einzug ins Finale. Sie unterlag dort Bojana Jovanovski aus Serbien mit 3:6 und 1:6.
Ihr letztes Match in einem Hauptfeld spielte sie im Oktober 2014 auf dem ITF Women’s Circuit. Im August 2015 unternahm sie noch einen Versuch bei einem ITF-Turnier; nach ihrem Scheitern dort in der zweiten Runde der Qualifikation ist sie jedoch nicht mehr angetreten.

## Turniersiege

### Einzel
| Nr. | Datum             | Turnier      | Kategorie   | Belag     | Finalgegnerin            | Ergebnis      |
| --- | ----------------- | ------------ | ----------- | --------- | ------------------------ | ------------- |
| 1.  | 5. September 2004 | Mexiko-Stadt | ITF $10.000 | Hartplatz | María José López Herrera | 6:4, 6:4      |
| 2.  | 13. Dezember 2009 | Xalapa       | ITF $10.000 | Hartplatz | Gira Schofield           | 5:7, 6:2, 7:5 |
| 3.  | 25. Juli 2010     | Waterloo     | ITF $25.000 | Sand      | Fatma Al-Nabhani         | 1:6, 7:5, 7:5 |
| 4.  | 8. Oktober 2011   | Jerewan      | ITF $25.000 | Sand      | Andrea Koch Benvenuto    | 7:66, 6:2     |
| 5.  | 10. Dezember 2011 | Buenos Aires | ITF $25.000 | Sand      | Romana Tabák             | 7:5, 6:3      |

### Doppel
| Nr. | Datum             | Turnier    | Kategorie   | Belag     | Partnerin       | Finalgegnerinnen                    | Ergebnis         |
| --- | ----------------- | ---------- | ----------- | --------- | --------------- | ----------------------------------- | ---------------- |
| 1.  | 6. September 2009 | Celaya     | ITF $10.000 | Sand      | Vivian Segnini  | Anastasia Kharchenko Nathalia Rossi | 6:1, 6:4         |
| 2.  | 25. April 2010    | Poza Rica  | ITF $25.000 | Hartplatz | Lauren Albanese | Macall Harkins Vivian Segnini       | 6:3, 7:66        |
| 3.  | 19. November 2011 | Asunción   | ITF $25.000 | Sand      | Tereza Mrdeža   | Mailen Auroux María Irigoyen        | 6:3, 2:6, [10:5] |
| 4.  | 21. April 2013    | Dothan     | ITF $50.000 | Sand      | Tatjana Maria   | Maria Sanchez Irina Falconi         | 6:4, 4:6, [11:9] |
| 5.  | 22. März 2014     | Innisbrook | ITF $25.000 | Sand      | Gioia Barbieri  | Allie Kiick Sachia Vickery          | 7:65, 6:0        |